# 제시 제임스
제시 우드슨 제임스(Jesse Woodson James, 1847년 9월 5일 ~ 1882년 4월 3일)은 미국 서부 미주리주에서 은행 및 열차 강도, 살인 등을 저질렀던 갱단 두목이자 무법자이다. 생전의 대담한 수준의 범죄 행각으로 인하여, 그 이름이 널리 알려졌으며 사망 후 미국 서부의 전설적인 무법자로 알려져 있다.